# 卡默斯羅爾

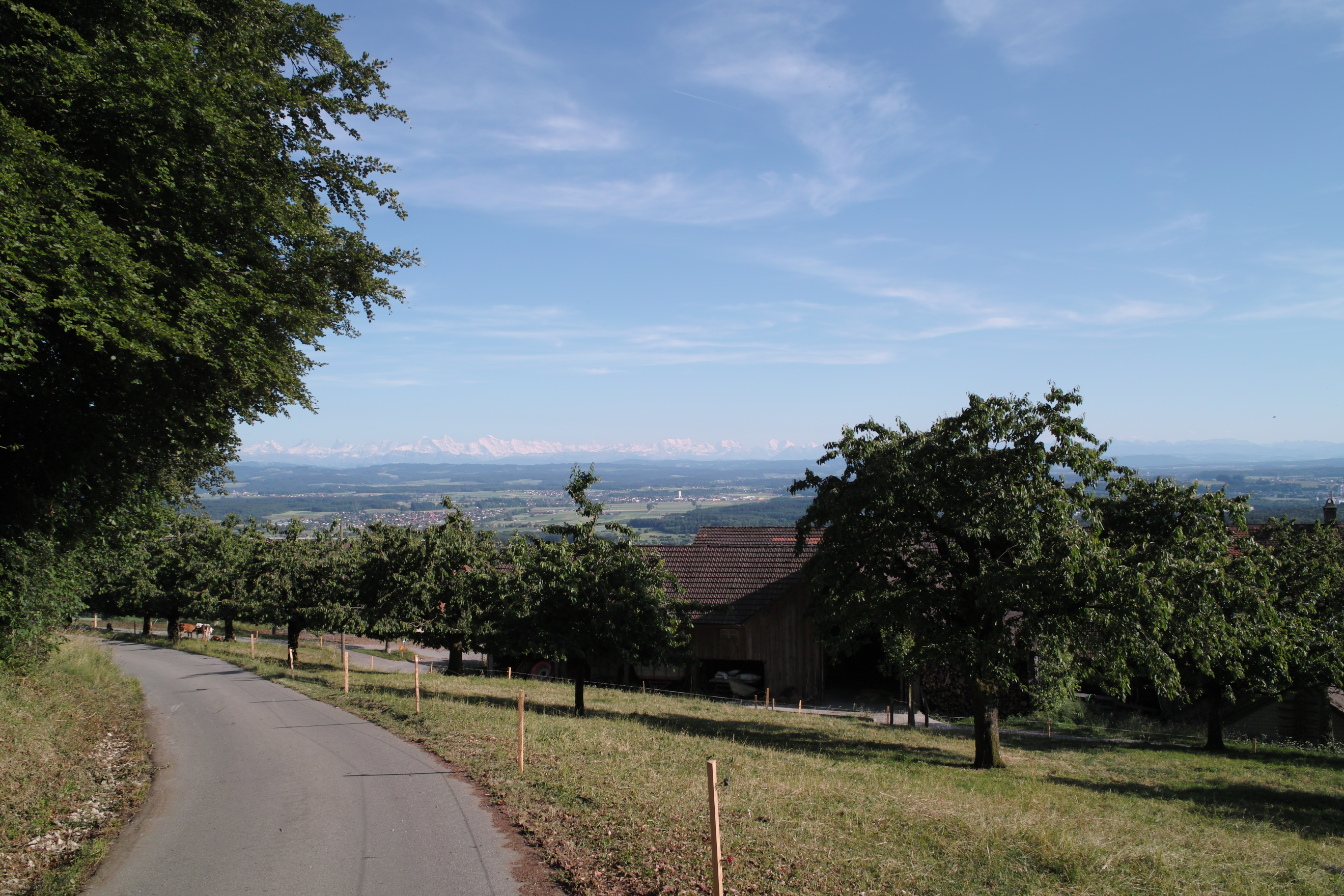

卡默斯羅爾是瑞士的城鎮，位於該國北部，由索洛圖恩州負責管轄，面積.95平方公里，海拔高度600米，2012年人口32，四成半人口信奉羅馬天主教，人口密度每平方公里34人。